# Giulio Magli
Giulio Magli (Roma, 1964) è un astrofisico e archeoastronomo italiano, specializzato nello studio delle relazioni tra l'architettura delle antiche civiltà e la disposizione della volta celeste.

## Biografia
Dopo aver conseguito la laurea e il dottorato in fisica matematica presso l'Università degli Studi di Milano, iniziò la carriera accademica presso il Politecnico di Milano, dove ottenne la cattedra ordinaria di Fisica matematica nel 2005. Dal 2009 è docente di un corso ufficiale di Archeoastronomia, presso la Facoltà di Architettura del Politecnico di Milano.
In campo archeoastronomico, Magli ha studiato in particolare le piramidi egizie, aderendo sostanzialmente al metodo di datazione proposto nel 2000 dall'egittologa Kate Spence, conosciuto come "metodo del transito simultaneo". In base a tale teoria, calcolando la deviazione della piramide dal nord astronomico attuale, è presumibile che una cerimonia di orientazione della Piramide di Cheope sia avvenuta esattamente nel 2467 a.C..
Calcolando la deviazione delle altre piramidi egiziane, Magli ha proposto, a sua volta, un'inversa cronologia per le due piramidi principali di Giza (Cheope e Chefren) sostenendo, in base ai dati astronomici, che le due piramidi fossero state progettate nello stesso momento da Cheope, per ampliare il suo Akhet, ossia l'orizzonte simbolico. Tale intenzione spiegherebbe il motivo per cui anche alcuni predecessori di Cheope, Snefru e Djoser - come già noto in passato - avrebbero realizzato due piramidi per un'unica sepoltura.
Magli ha effettuato diversi studi sull'astronomia di altre città antiche, come ad Alessandria d'Egitto dove, con la collega Luisa Ferro, ha scoperto che la via Canopica, principale arteria della città, fu realizzata in perfetto allineamento con il sorgere del sole all'alba del 20 luglio del 356 a.C., giorno della nascita di Alessandro Magno. Ciò fa supporre che, in base a criteri astronomici, si potrebbe individuare anche la misteriosa tomba di Alessandro Magno. Ha inoltre lavorato con Robert Hannah sul ruolo del Sole nel progetto originale del Pantheon. Le sue ricerche sono state frequentemente riportate sulla stampa e dai media e sono stati oggetto di due documentari della CNN per la serie "Revealer"..
A partire dagli anni novanta ha pubblicato numerosi articoli su prestigiose riviste peer reviewed, come Physical Review, Journal of Mathematical Physics, Classical and Quantum Gravity, Oxford Journal of Archaeology e altre. Nel campo dell'astrofisica relativistica, Magli ha lavorato nella cosiddetta "Congettura del Censore Cosmico", o congettura di Penrose. 

## Opere
- Giulio Magli, Caterina La Porta, Piramidi, stelle, megaliti: un enigma dal passato, Newton & Compton, 2003, ISBN 88-8289-823-7.
- Giulio Magli, Misteri e scoperte dell'archeoastronomia. Il potere dalle stelle, dalla preistoria all'isola di Pasqua, Newton & Compton, 2005, ISBN 88-541-0363-2.
- Giulio Magli, I segreti delle antiche città megalitiche, Newton & Compton, 2007, ISBN 88-541-0764-6.
- Giulio Magli, Archeoastronomia. Da Giza all'Isola di Pasqua, Pitagora, 2009, ISBN 88-371-1789-2.
- Giulio Magli, Il tempo dei ciclopi. Civiltà megalitiche del Mediterraneo, Pitagora, 2009, ISBN 88-371-1788-4.
- Giulio Magli, Architecture, Astronomy and Sacred Landscape in Ancient Egypt, Cambridge University Press, 2013, ISBN 978-1-107-03208-8.